# 媒介依賴理論
媒介依賴理論（Media-system dependency）由狄弗勒和博羅奇等（DeFleur & Ball-Rokeach）1976年提出，主要焦點在討論大眾傳播媒介系統和社會制度之間的關係。由媒介系統、社會系統與受眾系統三者間的互動依存關係，用於觀察微觀和宏觀系統之間的關係。試圖描繪的是整個傳播活動的圖像，所以狄弗勒又稱媒介依賴理論在為「傳播生態理論」。
該理論假定在一個現代社會裡，媒介可能受到資訊系統維持、改變和衝擊，在組織化的社會過程以及社會行動的個人化中，認為閱聽人對大眾媒介有許多種不同的依賴，而社會內個人化也會越來越來依靠大眾傳播媒介訊息來得到資訊和發想自我社會定位。
就社會體系來說，社會的變動越是劇烈，對人造成的不確定感也越強，閱聽人將對媒介依賴越深。此外，從媒介體系來看，社會愈複雜，大眾媒介在社會系統中擔負的功能越多，閱聽人對大眾媒介的依賴也會越深。閱聽人對媒介的依賴程度也不盡相同，會依照閱聽人的特性而相異。